# جيورجيوس فاجيانيديس
جيورجيوس فاجيانيديس (مواليد 12 سبتمير 2001) هو لاعب كرة قدم يوناني يلعب كظهير أيمن في نادي إنتر ميلان.

## روابط خارجية
- جيورجيوس فاجيانيديس على موقع الاتحاد الأوربي (الإنجليزية)
- جيورجيوس فاجيانيديس على موقع إي إس بي إن إف سي (الإنجليزية)
- جيورجيوس فاجيانيديس على موقع قاعدة بيانات كرة القدم.إي يو (الإنجليزية)
- جيورجيوس فاجيانيديس على موقع Soccerway.com (الإنجليزية)
- جيورجيوس فاجيانيديس على موقع عالم كرة القدم.نت (الإنجليزية)